# Колски свръхдълбок сондаж
Колският свръхдълбок сондаж (на руски: Кольская сверхглубокая скважина) е най-дълбокият сондажен отвор в света.

## Общи данни
Пробити са няколко дупки, като най-дълбоката от тях СГ-3 (от СверхГлубокая), достига дълбочина от 12 262 метра. Вписан е официално в книгата на рекордите „Гинес“.
Намира се в северозападната част на Колския полуостров, в Печенегския руден район на Мурманска област, на 10 километра западно от град Заполярни. Мястото е избрано заради находящия се в тази част на Русия Балтийски щит, който се характеризира с най-старите скали на Европейския континент и с предполагаемо най-богато запечатаната история в себе си.
До 2008 година е и най-дългият сондаж в света, когато е изпреварен от нефтения кладенец Maersk Oil BD-04A (в Катар) с неговите 12 290 метра, а от януари 2011 – и от Сахалин-1 Odoptu OP-11 (на остров Сахалин) достигащ 12 345 метра дължина.
Характерното за проекта е, че е с некомерсиален почин за разлика от подобните му в света. Целта е била постигането на екстремна дълбочина от 15 000 метра и евентуално достигане на границата на Мохоровичич на Земята.

## Хроника
Началото на проекта е дадено през 1962 година от Междуведомствения научен съвет на СССР по изучаване на недрата на Земята и свръхдълбоките сондажи. За избора на място е създадена специална геоложка експедиция, чийто изследвания приключват през 1965 година с избора на Мурманска област на Колския полуостров. Основните задачи поставени пред екипа са да се идентифицират характеристиките на геоложките процеси и явления, в това число минерализация, изследване на границите между слоевете от земната кора и данни за състава и състоянието на материала.
Мястото е разположено върху Балтийския щит, където близо до повърхността са в наличност древни вулканични скали на възраст около 3 милиарда години (Земята е на 4,5 милиарда години). Интересът е изострен, тъй като при добива на нефт в тях се достига до максимум 1 – 2 километра дълбочина и са по-слабо изучени за разлика от седиментните. Въз основа на сеизмологични данни е създаден разрез на земната кора, който служи за изготвяне на прогноза от страна на учените за слоевете, през които се очаква да премине сондажът.
След 5-годишно строителство и подготовка на площадката през 1970 година започват и реалните действия по сондирането. За 4 г. от началото е достигната дълбочина от 7263 метра с обикновена установка, използвана и при добиването на нефт. След това тя е сменена от разработка на уникален за времето си апарат – „Уралмаш-15000“, при който в дупката се върти единствено свределът на края на вала. Самата сонда представлява железен цилиндър със зъби от елмаз или твърда сплав, наречена коронка. Именно коронката се врязва в скалата, като прокопава тесен коридор. . Ширината на пробития отвор възлиза на около 22 см. Осигурена е възможността да се събират парчета от скали по цялата дължина на прокопаването (чрез тръба в турбината), които заедно със сондажния разтвор се изкачват до повърхността.
От октомври 1976 г. до март 1981 г. в условия на висока температура на работа на съоръжението е изпълнен и вторият етап, а именно прехвърлена е границата от 10 километра, достигайки до 10 636 метра от повърхността. На 6 юни 1979 година е изпреварена рекордната по онова време дълбочина от 9583 метра, регистрирана при нефтения кладенец Bertha Rogers в Оклахома, САЩ.
При изпълнението на третия етап от април 1981 г. до 1983 г. сондата е вече на над 12 000 метра под земята. С това е премината границата на най-ниската точка дори в Световния океан – Марианската падина с нейните 11 022 метра.
Високотехнологичният апарат позволява да се определят физическите процеси, които протичат на по-ниските слоеве на земната кора. През 1984 година работата е временно преустановена заради наближаващия Международен геоложки конгрес в Москва, като е решено на него да се покажат скални образци, извадени от СГ-3. Показани са също множество графики и фотографии, както и сондажната глава, с която се предполага, че е пробита рекордната дълбочина.
На 27 септември 1984 година се случва и най-голямата авария в процеса на работа. След 9-метров пробив екипът се залавя с изтеглянето на 200-тонната колона от дупката – рутинна операция, която отнема около 18 часа. Оказват достатъчна тяга, но тя не помръдва, докато уредите не отчитат рязко спадане на тежестта и олекотяването ѝ. В последвалото изваждане и демонтиране по отделни секции става ясно, че дълбоко в недрата са заклещени 5 километра тръби, заедно с вала и главата. Така на практика е загубена 5-годишна работа по дълбането, като се започва наново от 7-ия километър.
На тази екстремна дълбочина ведно с пресичането на различни слоеве започват да се получават извивки на тръбите към по-малко здрави породи скали, като при всяко измерване се констатират девиации (отклонения), по-големи от допустимото. Това налага непрекъснато усилие сондата да се коригира чрез специални отклонители. Често се получават аварии, съпътствани със загуба на оборудване, което налага да се започва нов сондажен ствол. Тези фактори оказват съществено влияние върху скоростта на пробиването. За преодоляването на последствията от аварията през 1984 година изминават 6 г. През 1990 година е достигнат максимумът от 12 262 метра. След последвалите няколко аварии става ясно, че повече не може да се дълбае дори с помощта на най-съвременните технологии. Проектът е замразен през 1992 година.
В процеса на работа са опровергани няколко теории. Изследователите са очаквали да има преход от гранит към базалт между 3-тия и 6-ия километър, за което са съдили по бързо разпространяващите се сеизмични вълни, предполагащи началото на базалтов фундамент. Такъв не е бил наблюдаван. Вместо това са отчетени силна горещина и налягане. Наличието на вода, която изпълва пукнатините на такава дълбочина, също се оказва изненада. Множеството микроскопични вкаменелости на дълбочина 6 – 7 километра също са неочаквана находка, при това съвсем съхранени от горещината и налягането. Според учените температурата на 12 км под земното равнище е трябвало да достига 100 °C, но на практика тя е 180 °C, като се предполага, че на 15 км дълбочина би била от порядъка на 300 °C.

## Изследвания
В процеса на изследване е обработена и обобщена огромен брой пространствено-времева и геоложка информация. Изучено е физическото поле на Земята, анализирани са кристалните вещества, техният произход и еволюция във времето. Изпълнена е и една от най-важните цели – да се състави пълна картина на цялата дълбочина на сондата. Създадена е най-голямата колекция от проби, описана и сложена парче по парче в 900 сандъка. Следва да се отбележи, че веднъж извадени от средата им образците губят свойствата си вследствие от различното налягане. Друга подробност е, че след дълбочина от 5 километра материалът, който се изкарва на повърхността, е около 30% от дължината, а след 9-ия километър – отделни късове с дебелина 2 – 3 сантиметра и то от най-стабилните слоеве.
Измервани са температурата и естествената радиация на всеки стадий от процеса, както и електрическите и магнитните свойства на породите скали, съставът на газовете и др.

## Секретност
Колският сондаж е засекретен обект от самото му започване заради близостта му до границата с Норвегия и статута му на научен приоритет. Първият чужденец, който я посещава, е директор от Чехословашката академия на науките. За останалия свят новината, че СССР дълбае най-дълбокия сондаж на планетата, достига по-скоро като слух. Официално е известена и представена с обилна информация на Световния геоложки конгрес, който е проведен в Москва през 1984 година.

## Статус
През 2008 година оборудването на обекта е демонтирано поради морално и физическо остаряване, неподлежащо на възстановяване , а обслужващите сгради са разрушени.